# La Colilla
La Colilla  és un municipi de la província d'Àvila, a la comunitat autònoma de Castella i Lleó. Limita al Nord amb Martiherrero, a l'Est amb Àvila, al Sud amb El Fresno i a l'Oest amb Casasola.

## Població
| Evolució de la demografia de La Colilla entre 1900 i 2006 | Evolució de la demografia de La Colilla entre 1900 i 2006 | Evolució de la demografia de La Colilla entre 1900 i 2006 | Evolució de la demografia de La Colilla entre 1900 i 2006 | Evolució de la demografia de La Colilla entre 1900 i 2006 | Evolució de la demografia de La Colilla entre 1900 i 2006 |
| --------------------------------------------------------- | --------------------------------------------------------- | --------------------------------------------------------- | --------------------------------------------------------- | --------------------------------------------------------- | --------------------------------------------------------- |
| Any                                                       | Fet                                                       | Dret                                                      | Any                                                       | Fet                                                       | Dret                                                      |
| 1900                                                      | 308                                                       |                                                           | 1970                                                      | 333                                                       | 344                                                       |
| 1910                                                      | 296                                                       |                                                           | 1971                                                      | 330                                                       |                                                           |
| 1920                                                      | 381                                                       |                                                           | 1972                                                      | 328                                                       |                                                           |
| 1930                                                      | 431                                                       |                                                           | 1973                                                      | 326                                                       |                                                           |
| 1940                                                      | 459                                                       | 480                                                       | 1974                                                      | 324                                                       |                                                           |
| 1941                                                      | 464                                                       | 481                                                       | 1975                                                      | 288                                                       | 292                                                       |
| 1942                                                      | 481                                                       | 491                                                       | 1976                                                      | 287                                                       |                                                           |
| 1943                                                      | 475                                                       | 492                                                       | 1977                                                      | 287                                                       |                                                           |
| 1944                                                      | 475                                                       | 492                                                       | 1978                                                      | 289                                                       |                                                           |
| 1945                                                      | 472                                                       | 493                                                       | 1979                                                      | 280                                                       |                                                           |
| 1946                                                      | 477                                                       | 498                                                       | 1981                                                      | 271                                                       | 273                                                       |
| 1947                                                      | 482                                                       | 503                                                       | 1982                                                      | 272                                                       |                                                           |
| 1948                                                      | 495                                                       | 514                                                       | 1983                                                      | 265                                                       |                                                           |
| 1949                                                      | 496                                                       | 516                                                       | 1984                                                      | 271                                                       |                                                           |
| 1950                                                      | 480                                                       | 504                                                       | 1985                                                      | 270                                                       |                                                           |
| 1951                                                      | 481                                                       | 505                                                       | 1986                                                      | 244                                                       | 244                                                       |
| 1952                                                      | 492                                                       | 512                                                       | 1987                                                      | 248                                                       |                                                           |
| 1953                                                      | 488                                                       | 510                                                       | 1988                                                      | 248                                                       |                                                           |
| 1954                                                      | 497                                                       | 519                                                       | 1989                                                      | 251                                                       |                                                           |
| 1955                                                      | 475                                                       | 493                                                       | 1990                                                      | 237                                                       |                                                           |
| 1956                                                      | 486                                                       | 504                                                       | 1991                                                      | 204                                                       | 204                                                       |
| 1957                                                      | 463                                                       | 480                                                       | 1992                                                      | 208                                                       |                                                           |
| 1958                                                      | 470                                                       | 494                                                       | 1993                                                      | 208                                                       |                                                           |
| 1959                                                      | 485                                                       | 509                                                       | 1994                                                      | 210                                                       |                                                           |
| 1960                                                      | 492                                                       | 507                                                       | 1995                                                      | 208                                                       |                                                           |
| 1961                                                      | 470                                                       | 498                                                       | 1996                                                      | 196                                                       |                                                           |
| 1962                                                      | 472                                                       | 508                                                       | 1998                                                      | 201                                                       |                                                           |
| 1963                                                      | 467                                                       | 519                                                       | 1999                                                      | 208                                                       |                                                           |
| 1964                                                      | 458                                                       | 525                                                       | 2000                                                      | 222                                                       |                                                           |
| 1965                                                      | 396                                                       | 411                                                       | 2001                                                      | 223                                                       |                                                           |
| 1966                                                      | 409                                                       | 421                                                       | 2002                                                      | 223                                                       |                                                           |
| 1967                                                      | 406                                                       | 417                                                       | 2004                                                      | 250                                                       |                                                           |
| 1968                                                      | 396                                                       | 416                                                       | 2005                                                      | 273                                                       |                                                           |
| 1969                                                      | 398                                                       | 417                                                       | 2006                                                      | 279                                                       |                                                           |